# Bezirk Viļaka
Der Bezirk Viļaka (Viļakas novads) war ein Bezirk in Lettland, der von 2009 bis 2021 existierte. Bei der Verwaltungsreform 2021 wurde der Bezirk aufgelöst, seine Gemeinden gehören seitdem zum neuen Bezirk Balvi.

## Geographie
Der Bezirk lag im östlichen Teil des Landes direkt an der Grenze zu Russland.

## Bevölkerung
Seit 2009 bestand die Verwaltungsgemeinschaft mit sechs umliegenden Gemeinden (pagasts). 2009 waren 6545 Einwohner gemeldet.

## Nachweise
1. ↑  Vides aizsardzības un reģionālās attīstības ministrija (Ministerium für Naturschutz und Regionalentwicklung), Karten und Auflistung der Verwaltungseinheiten, abgerufen am 25. Juli 2021